# Saison 2025 de l'équipe cycliste féminine Liv AlUla Jayco
La saison 2025 de l'équipe cycliste Liv-AlUla-Jayco est la quartozième de la formation, et la seconde depuis la fusion avec Liv Racing-Teqfind.

## Préparation de la saison

### Arrivées et départs
Lors de l'intersaison, l'équipe compte 5 départs : Alexandra Manly et Urška Žigart rejoignent AG Insurance-Soudal,, Ingvild Gåskjenn signe chez Uno-X Mobility, Teniel Campbell et Georgie Howe
Au niveau des recrues, l'effectif s'étoffe avec l'arrivée de 2 coureuses complètes : Josie Talbot et Monica Trinca Colonel. De plus, Amber van der Hulst, qui avait couru chez Liv Racing en 2022 et 2023, avant de faire une deuxième partie de saison 2024 avec l'équipe développement de Liv AlUla Jayco, et après avoir soigné un souci d'artère fémorale, signe un contrat professionnel pour 2025.
| Arrivées              | Équipe 2024       |
| --------------------- | ----------------- |
| Josie Talbot          | Cofidis           |
| Amber van der Hulst   | Lidl-Trek         |
| Monica Trinca Colonel | Bepink-Bongioanni |

| Départs          | Équipe 2024         |
| ---------------- | ------------------- |
| Alexandra Manly  | AG Insurance-Soudal |
| Urška Žigart     | AG Insurance-Soudal |
| Ingvild Gåskjenn | Uno-X Mobility      |
| Teniel Campbell  |                     |
| Georgie Howe     |                     |

### Effectifs
| Effectif 2025            | Effectif 2025     | Effectif 2025    | Effectif 2025                                   |
| Cycliste                 | Date de naissance | Pays             | Équipe précédente                               |
| ------------------------ | ----------------- | ---------------- | ----------------------------------------------- |
| Caroline Andersson       | 29 juillet 2001   | Suède            | Liv Racing TeqFind (2023)                       |
| Georgia Baker            | 21 septembre 1994 | Australie        | TIS Racing (2018)                               |
| Mavi García              | 2 janvier 1984    | Espagne          | Liv Racing TeqFind (2023)                       |
| Jeanne Korevaar          | 24 septembre 1996 | Pays-Bas         | Liv Racing TeqFind (2023)                       |
| Amber Pate               | 21 avril 1995     | Australie        |                                                 |
| Letizia Paternoster      | 22 juillet 1999   | Italie           | Trek-Segafredo (2022)                           |
| Ruby Roseman-Gannon      | 8 novembre 1998   | Australie        | ARA-Pro Racing Sunshine Coast (2021)            |
| Silke Smulders           | 1 avril 2001      | Pays-Bas         | Liv Racing TeqFind (2023)                       |
| Josie Talbot             | 9 août 1996       | Australie        | Cofidis (2024)                                  |
| Quinty Ton               | 4 août 1998       | Pays-Bas         | Liv Racing TeqFind (2023)                       |
| Anna Trevisi             | 8 mai 1992        | Italie           | UAE Team ADQ (2023)                             |
| Monica Trinca Colonel    | 21 mai 1999       | Italie           | Bepink-Bongioanni (2024)                        |
| Amber van der Hulst      | 21 septembre 1999 | Pays-Bas         | Liv-AlUla-Jayco Women's Continental Team (2024) |
| Ella Wyllie              | 1 septembre 2002  | Nouvelle-Zélande | Lifeplus Wahoo (2023)                           |
|                          |                   |                  |                                                 |
| Source : ProCyclingStats |                   |                  |                                                 |

## Victoires

### Sur route
| Victoires | Victoires | Victoires | Victoires | Victoires | Victoires |
| Date      | Course    | Pays      | Classe    | Vainqueur |           |
| --------- | --------- | --------- | --------- | --------- | --------- |

### Résultats sur les courses majeures

#### Grands tours
| Grand tour            | Tour d'Espagne             | Tour d'Italie        | Tour de France |
| --------------------- | -------------------------- | -------------------- | -------------- |
| Coureuse (classement) | Monica Trinca Colonel (7e) | Silke Smulders (14e) |                |
| Accessits             | -                          | -                    | 1 étape        |

## Classement mondial
| Classement UCI | Classement UCI | Classement UCI | Classement UCI |
| Coureur        | Coureur        | Pays           | Points         |
| -------------- | -------------- | -------------- | -------------- |